# شبکه عصبی روده
دستگاه گوارشی دارای یک سیستم عصبی روده ای موسوم به سیستم عصبی آنتریک (entric nervous system) است. این سیستم از مری شروع شده و تا مقعد ادامه می‌یابد سیستم عصبی روده‌ای از دو شبکه عصبی به نام‌های شبکه عصبی میانتریک یا ائورباخ و شبکه عصبی زیر مخاطی یا مایسنر تشکیل یافته است
شبکه عصبی میانتریک بین لایه‌های طولی و حلقوی قرار گرفته و به‌طور عمده حرکت لوله گوارش را کنترل می‌کند. شبکه زیر مخاطی در زیر لایه مخاطی جای گرفته است
شبکه میانتریک در حرکت لوله گوارشی نقش دارد ولی نباید ان را کاملاً تحریکی دانست بلکه ممکن است در برخی مواقع مهاری باشد. برعکس شبکه عصبی زیر مخاطی در ترشح موضعی نقش دارد و به سلول‌های اندوکرینی روده‌ای و اپیتلیوم غده‌ای و رگ‌های خونی زیر مخاطی عصب می‌دهد
همچنین شبکه عصبی با سیستم اتونوم (خودمختار) همکاری داشته و در تنظیم ترشح و حرکت ان مشارکت داشته
سیستم عصبی روده قادر است مستقل از مغز و نخاع عمل کند، اما در افراد سالم به عصب دهی از سیستم عصبی خودمختار از طریق عصب واگ و گانگلیون‌های پیش مهره‌ای متکی است. با این حال، مطالعات نشان داده است که این سیستم با یک عصب واگ قطع شده قابل عمل است. نورون‌های سیستم عصبی روده علاوه بر ترشح آنزیم‌های گوارشی، عملکردهای حرکتی سیستم را نیز کنترل می‌کنند. این نورون‌ها از طریق بسیاری از انتقال دهنده‌های عصبی مشابه CNS از جمله استیل کولین، دوپامین و سروتونین ارتباط برقرار می‌کنند. حضور زیاد سروتونین و دوپامین در روده زمینه‌های کلیدی تحقیق برای متخصصان عصبی-معده است.